# Dorylus gaudens
Dorylus gaudens é uma espécie de formiga do gênero Dorylus.